# 12945 Reynierpeletier
12945 Reynierpeletier è un asteroide della fascia principale interna. Scoperto nel 1960, presenta un'orbita caratterizzata da un semiasse maggiore pari a 2,427602 UA e da un'eccentricità di 0,134688, inclinata di 3,225821° rispetto all'eclittica. Ha un diametro di 7,078 km, un periodo di rotazione di 9,779 ore e un'albedo di 0,042.
Fa parte della famiglia di asteroidi Nisa.
Reynier Peletier è un astronomo olandese, specializzato nella formazione ed evoluzione delle galassie. Dal 2011 al 2016 è stato direttore del Kapteyn Astronomical Institute dell'Università di Groninga.